# Krocan divoký
Krocan divoký (Meleagris gallopavo) je nejtěžší hrabavý pták. Divoce žije v lesích Severní Ameriky, domestikovaná forma se nazývá krůta domácí.
Samec krocana divokého je velký a těžký pták, měří až 120 cm a váží kolem 10 kg. Má dlouhé nohy a krk, krátká a zakulacená křídla a široký ocas. Hlava a krk jsou lysé, s masitými, červenými laloky a výrůstky na hlavě, bradě a krku. Při vzrušení laloky zduří. Opeření na zbytku těla je kovově bronzové. U krocana divokého je nápadný sexuální dimorfismus, slepice jsou téměř o polovinu menší, nemají tak lesklé peří a jsou spíše hnědé až šedé.
Žije ve světlých lesích, kde hřaduje na stromech. Navzdory své velikosti dobře létá. Krocan je všežravý, potravu sbírá na zemi nebo na keřích či nízkých stromech. Dospělí ptáci se živí především semeny, pojídají žaludy, ořechy nebo semena borovic, také bobule, kořínky, pupeny a květy, občas konzumují i obojživelníky nebo malé plazy, a hmyz. Kuřata mají na svém jídelníčku větší podíl hmyzu než dospělci. Krocan divoký je stálý pták.
Po většinu roku žije asi ve dvacetičlenných hejnech, v době hnízdění si samci rozdělí svá individuální teritoria. Je polygamní, každý samec se může pářit s více samicemi, kterým se dvoří roztahováním ocasních per, svěšováním křídel a hlasitým hudrováním. Samice hnízdí v dubnu až květnu, hnízdo je jednoduchý důlek v zemi vystlaný listím, skrytý v křoví. Inkubace vajec trvá okolo 28 dnů. Mláďata jsou nekrmivá, ochmýřená a už druhý den opouštějí hnízdo. Pohlavně dospívají druhý rok, krocan se může dožít až 12 let.

## Galerie

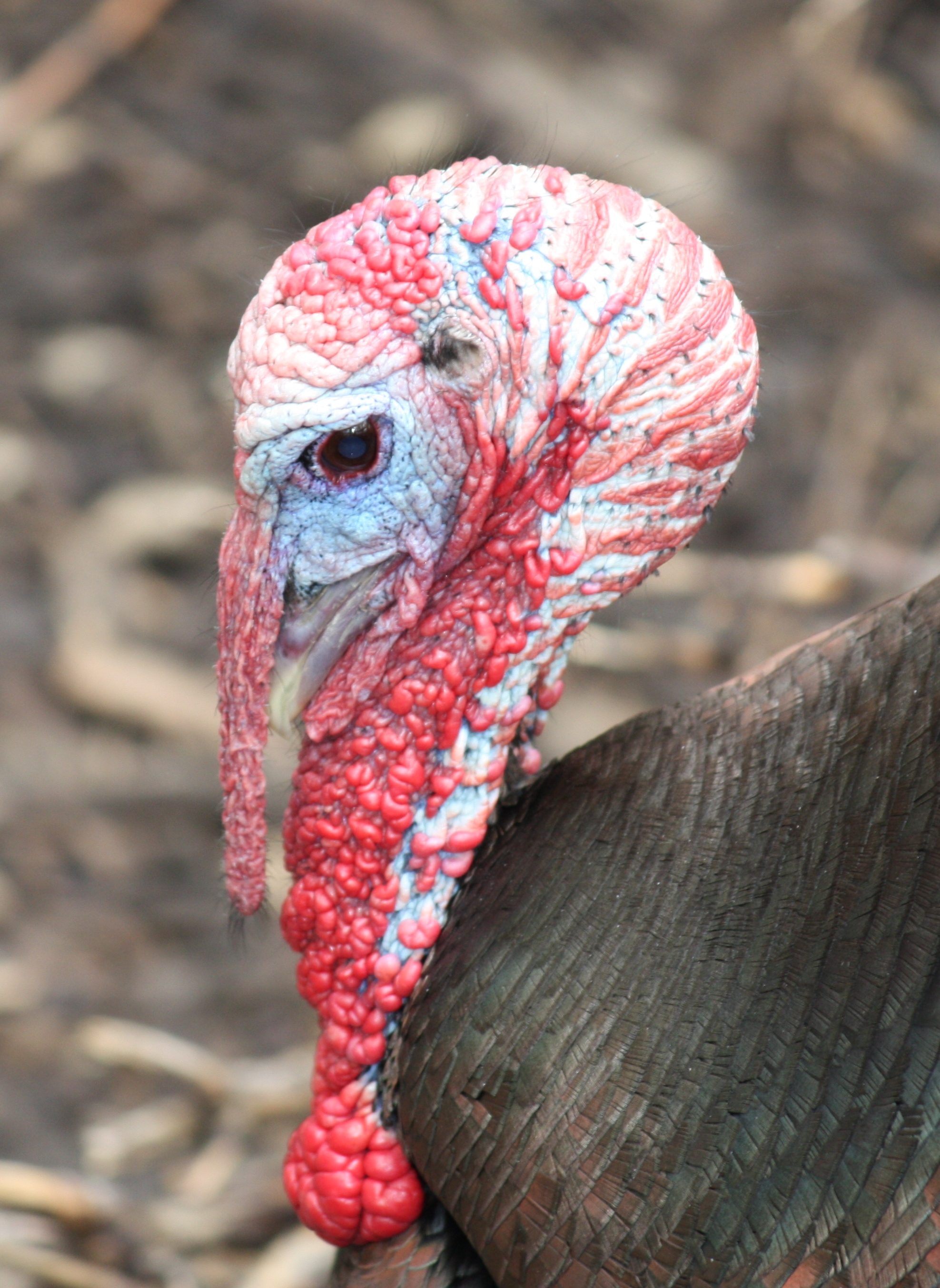
Detail hlavy kohouta
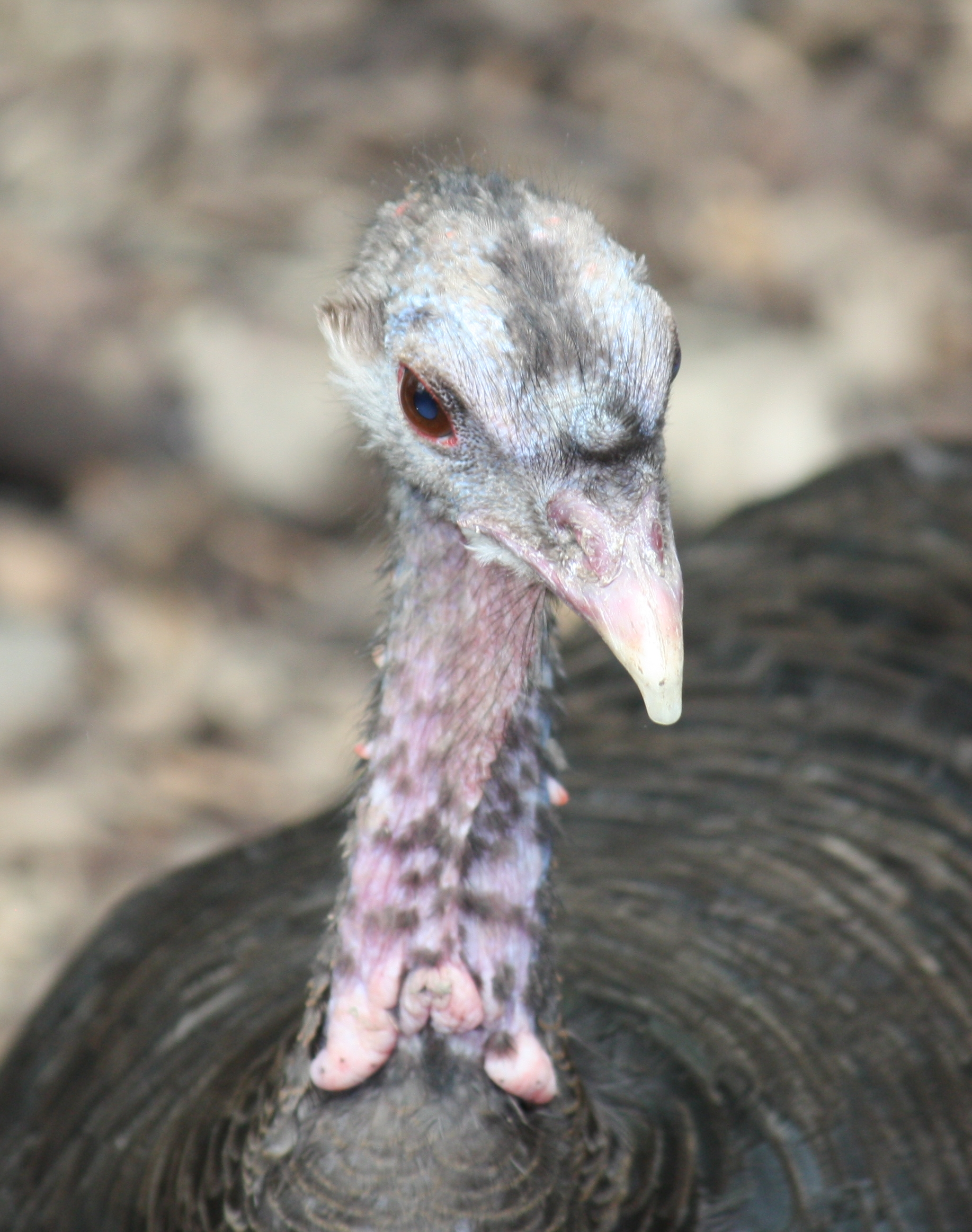
Hlava slepice
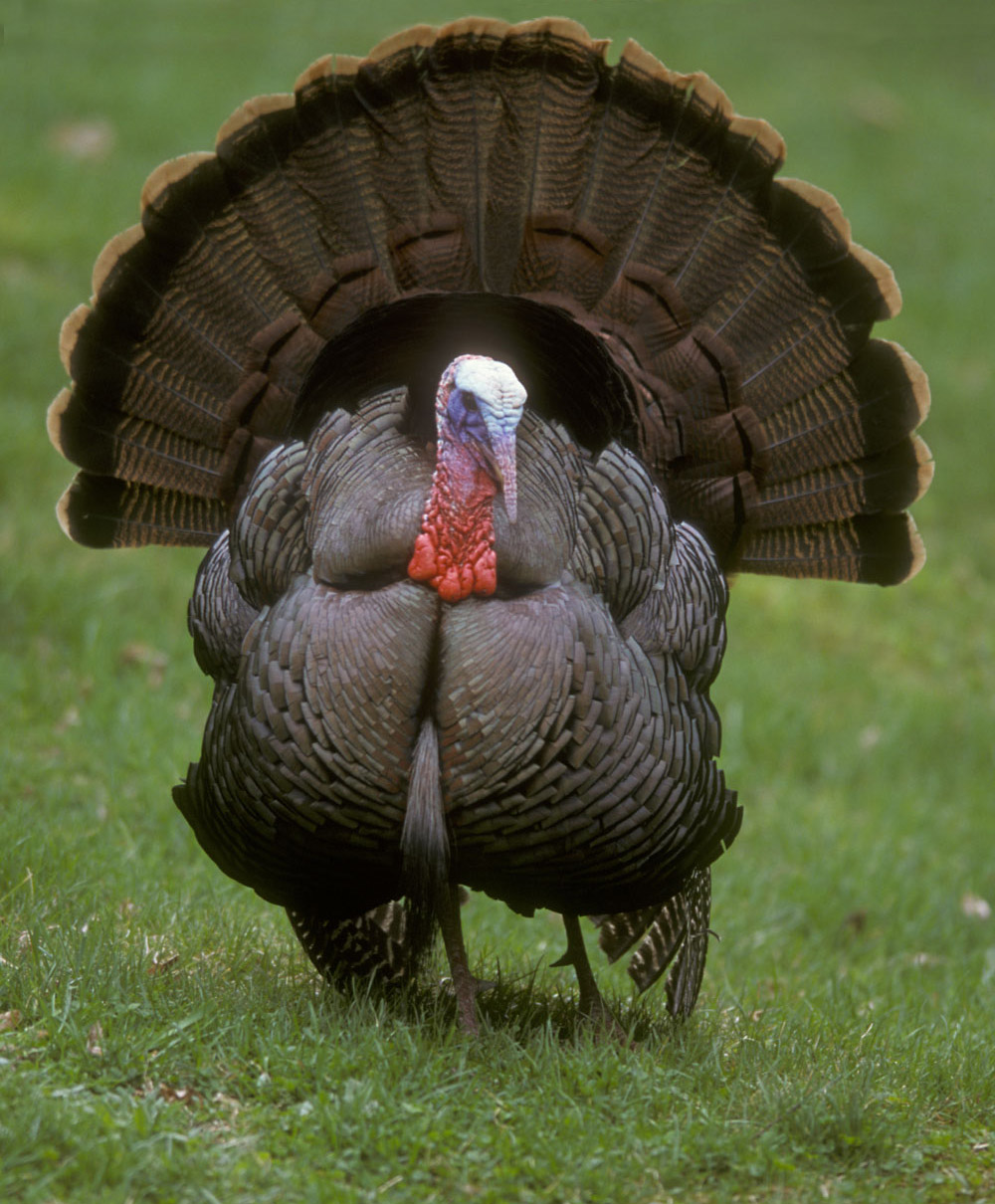
Tokající kohout
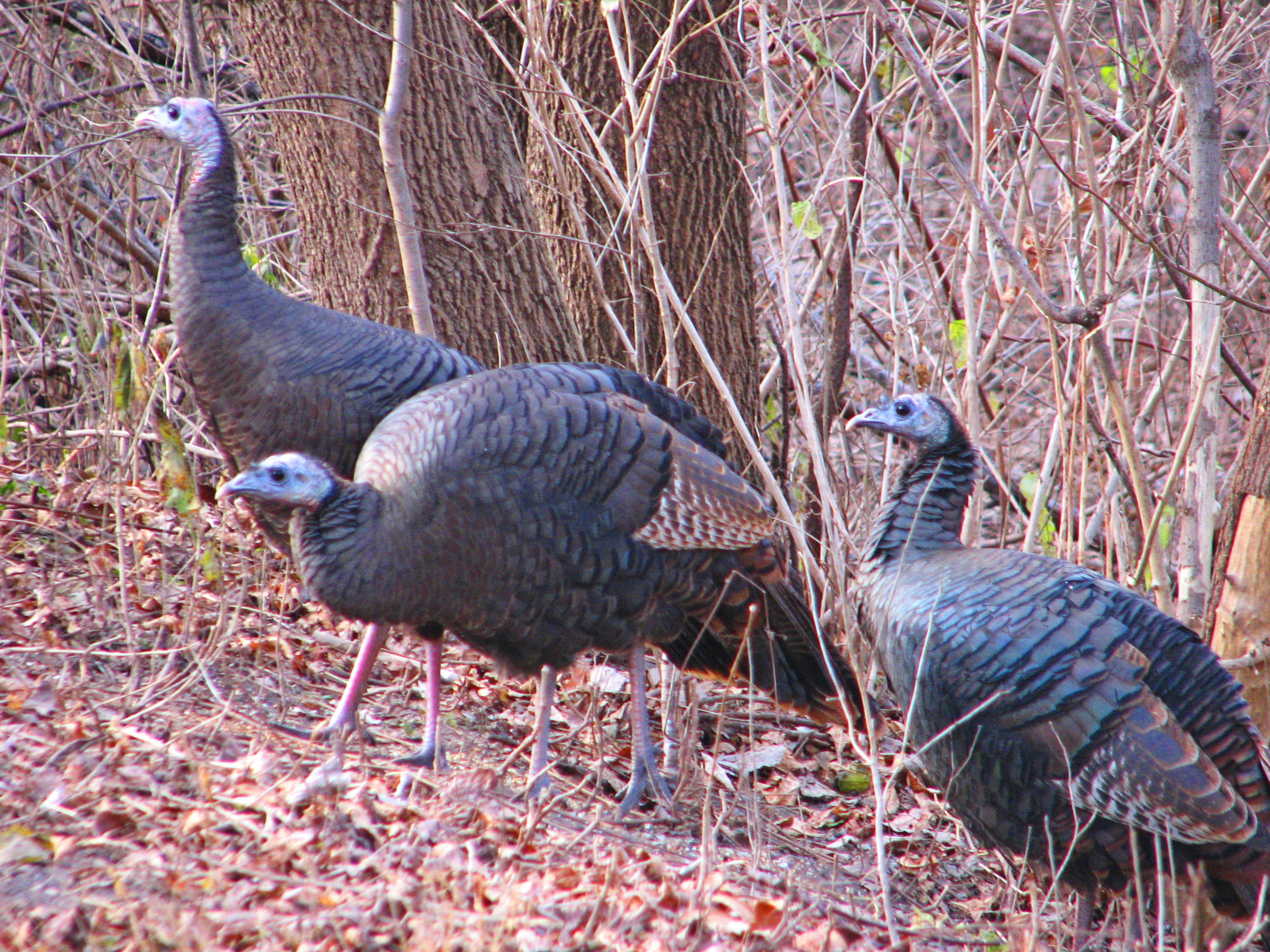
Skupina slepic
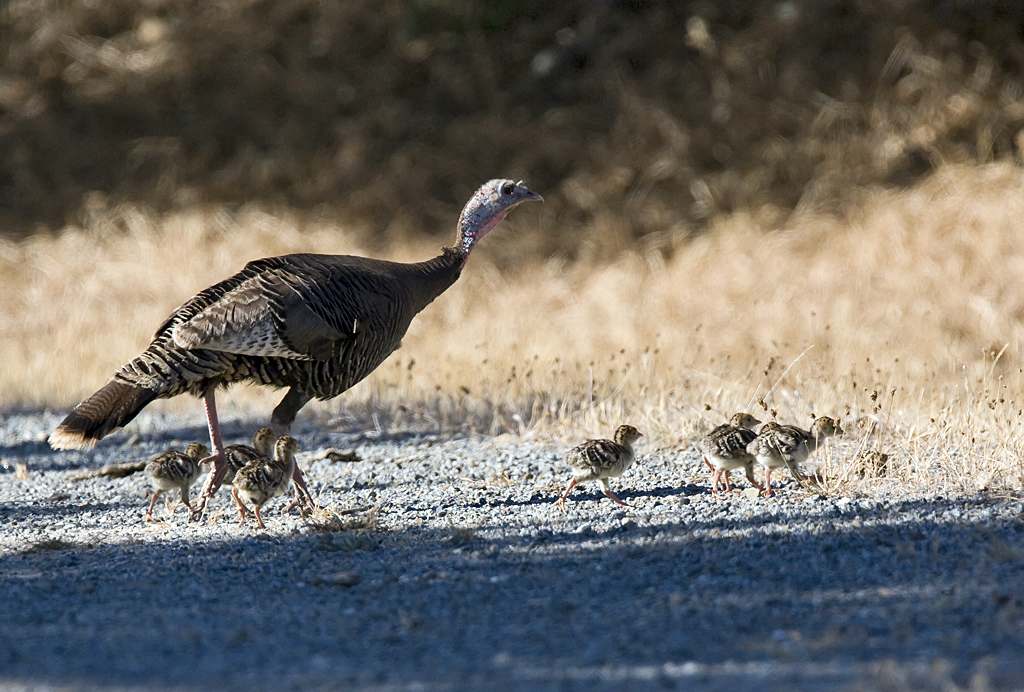
Slepice s kuřaty